# Sint Joostkapel (Gouda)

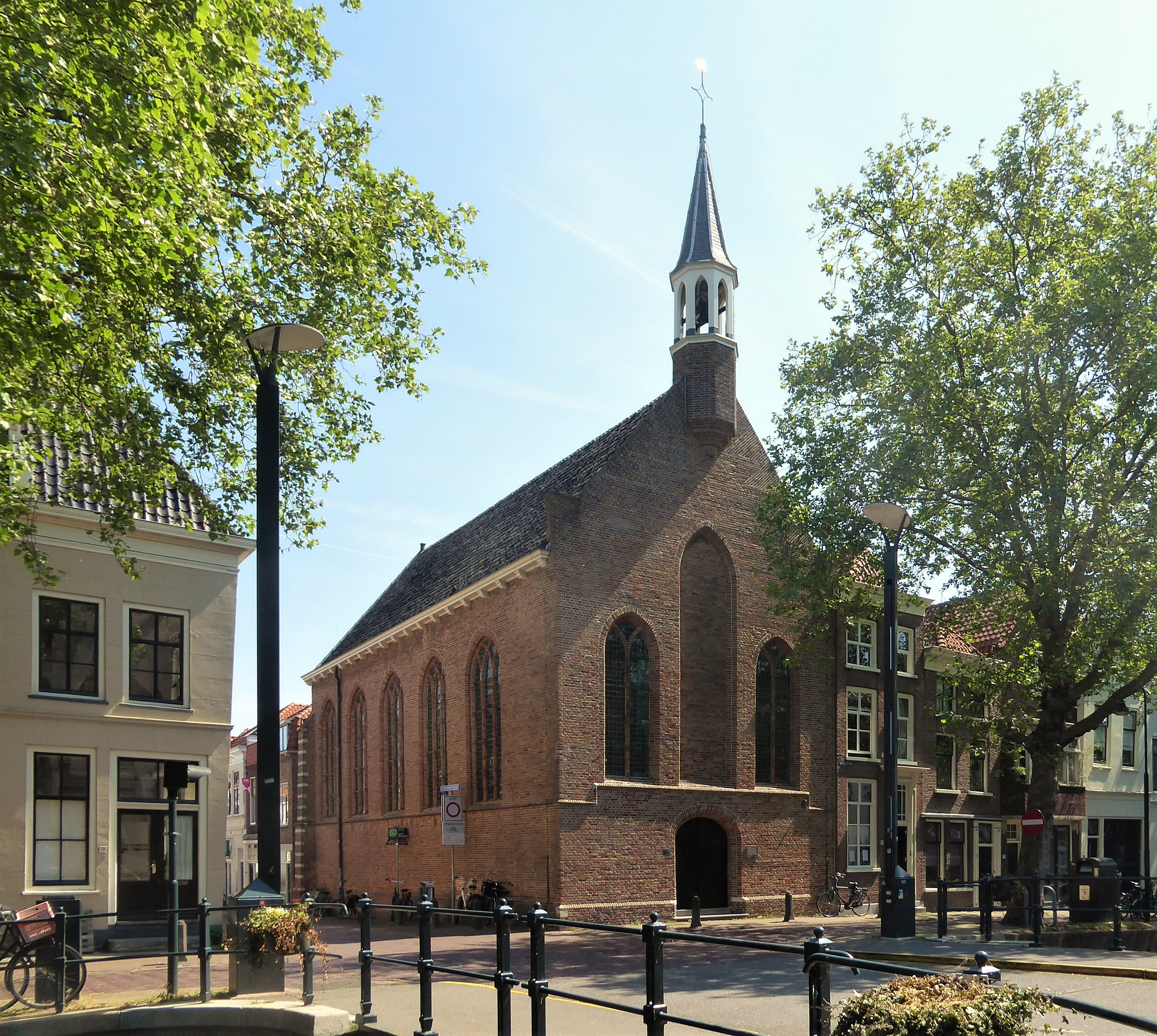
Die Sint Joostkapel

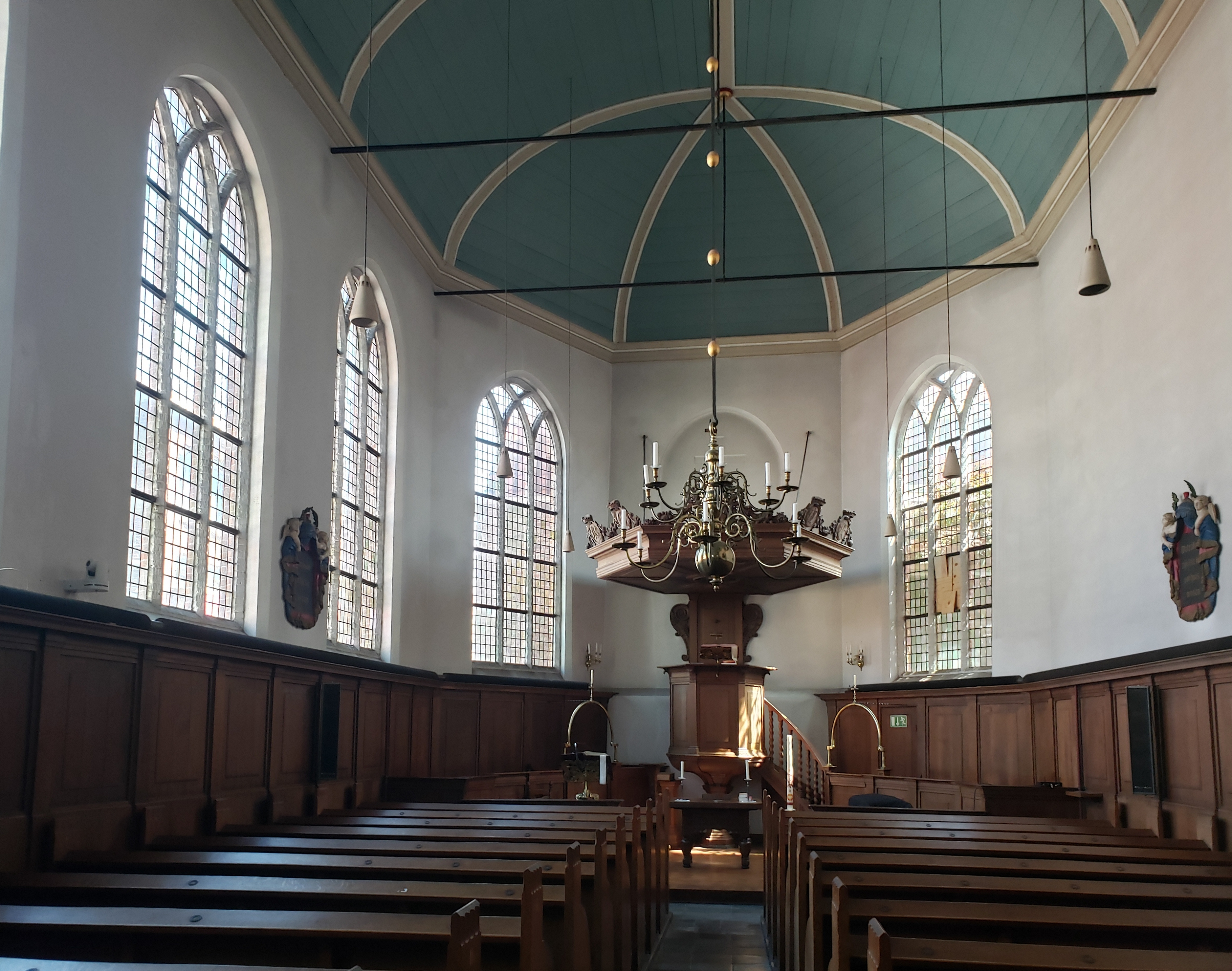
Inneres

Die Sint Joostkapel (auch: Lutherse Kerk; deutsch Lutherische Kirche) in Gouda (Provinz Südholland) dient einer evangelisch-lutherischen Kirchengemeinde innerhalb der Protestantischen Kirche in den Niederlanden. Das Kirchengebäude ist als Rijksmonument eingestuft.

## Geschichte
Das bis zur Einführung der Reformation ursprünglich zu Ehren des heiligen Jodokus geweihte spätgotische Gotteshaus wurde um 1425 im Auftrag der Sackträgerzunft gegründet und diente als Kapelle eines Hospitals. Im Zuge eines Umbaus 1682 wurde die Kapelle als Kirche der lutherischen Gemeinde hergerichtet. Der schlichte, dreiseitig geschlossene Bau wurde 1869 im neugotischen Stil renoviert und überformt. Diese Maßnahmen wurden bei einer grundlegenden Restaurierung um 1957 zurückgeführt und die Kapelle in den gotischen Bauzustand zurückgeführt, dabei wurde ein auskragendes Türmchen zur Bekrönung der Westfassade angefügt. Zum Inventar gehören eine Kanzel und Liedtafeln mit Schnitzereien im Stil Louis-quatorze.